# Songs (Luther Vandross)
Songs è il nono album in studio del cantautore statunitense Luther Vandross, pubblicato nel 1994.
Si tratta di un disco di cover.

## Tracce
1. Love the One You're With – 5:03 (Stephen Stills) – Stephen Stills
2. Killing Me Softly – 5:33 (Norman Gimbel, Charles Fox) – Lori Lieberman
3. Endless Love (Duetto con Mariah Carey) – 4:21 (Lionel Richie) – Diana Ross & Lionel Richie
4. Evergreen – 3:54 (Barbra Streisand, Paul Williams) – Barbra Streisand
5. Reflections – 3:21 (Holland-Dozier-Holland) – Diana Ross & the Supremes
6. Hello – 4:44 (Lionel Richie) – Lionel Richie
7. Ain't No Stoppin' Us Now – 4:53 (Jerry Cohen, Gene McFadden, John Whitehead) – McFadden & Whitehead
8. Always and Forever – 4:53 (Rod Temperton) – Heatwave
9. Going in Circles – 5:12 (Anita Poree, Jerry Peters) – The Friends of Distinction
10. Since You've Been Gone – 4:15 (Aretha Franklin, Teddy White) – Aretha Franklin
11. All the Woman I Need – 4:54 (Dean Pitchford, Michael Gore) – Linda Clifford come All the Man That I Need
12. What the World Needs Now – 5:18 (Burt Bacharach, Hal David) – Jackie DeShannon
13. The Impossible Dream – 5:16 (Mitch Leigh, Joe Darion) – Richard Kiley